# Трухільйо (Перу)
Трухі́льйо, вимовляється як Трухі́йо (ісп. Trujillo, кеч. Truhillu) — місто в Перу біля узбережжя Тихого океану, адміністративний центр департаменту Ла-Лібертад. У Трухільйо мешкає близько 645 тис. чоловік (2005) і воно є третім за заселеністю містом країни.

## Географія
Розміщене у гирлі річки Моче.

### Клімат
Місто знаходиться у зоні, котра характеризується кліматом тропічних пустель. Найтепліший місяць — лютий із середньою температурою 23.3 °C (74 °F). Найхолодніший місяць — серпень, із середньою температурою 17.8 °С (64 °F).
| Клімат Трухільйо        | Клімат Трухільйо | Клімат Трухільйо | Клімат Трухільйо | Клімат Трухільйо | Клімат Трухільйо | Клімат Трухільйо | Клімат Трухільйо | Клімат Трухільйо | Клімат Трухільйо | Клімат Трухільйо | Клімат Трухільйо | Клімат Трухільйо | Клімат Трухільйо |
| Показник                | Січ.             | Лют.             | Бер.             | Квіт.            | Трав.            | Черв.            | Лип.             | Серп.            | Вер.             | Жовт.            | Лист.            | Груд.            | Рік              |
| Абсолютний максимум, °C | 31               | 32               | 32               | 32               | 32               | 28               | 28               | 28               | 28               | 28               | 27               | 31               | 32               |
| Середній максимум, °C   | 23               | 25               | 25               | 23               | 22               | 21               | 20               | 19               | 19               | 20               | 21               | 22               | 21               |
| Середня температура, °C | 22               | 23               | 22               | 21               | 20               | 19               | 18               | 17               | 17               | 18               | 19               | 20               | 20               |
| Середній мінімум, °C    | 19               | 21               | 20               | 19               | 18               | 17               | 16               | 16               | 16               | 16               | 17               | 18               | 17               |
| Абсолютний мінімум, °C  | 10               | 12               | 12               | 15               | 8                | 12               | 12               | 11               | 7                | 12               | 7                | 11               | 7                |
| Норма опадів, мм        | 0                | 0                | 0                | 0                | 0                | 0                | 0                | 0                | 0                | 0                | 0                | 0                | 0                |
| ----------------------- | ---------------- | ---------------- | ---------------- | ---------------- | ---------------- | ---------------- | ---------------- | ---------------- | ---------------- | ---------------- | ---------------- | ---------------- | ---------------- |
| Джерело: Weatherbase    |                  |                  |                  |                  |                  |                  |                  |                  |                  |                  |                  |                  |                  |

## Історія
Після завоювання імперії чиму інками, вся долина Трухільйо увійшла до складу їх імперії. Саме місто було засноване в 1534 році і назване на честь міста Трухільйо в іспанській провінції Естремадура, де народився Франсиско Пісарро. Вже в XVI столітті тут поселилися безліч іспанських ідальго, які залишили велику кількість палаців і вілл. На головній площі міста Пласа-де-Армас з 1820 року стоїть статуя свободи, що нагадує про те, що саме тут була проголошена незалежність Перу і розташовувалася штаб-квартира Симона Болівара. Стара система зрошування частково використовується досі. Завдяки ній Трухільйо і його околиці є кукурудзяною і зерновою житницею північного узбережжя Перу.

## Туризм
Трухільйо — найважливіше місто на півночі Перу. Завдяки унікальним пам'ятникам архітектури стародавніх культур мочика і чиму, а також іспанської колоніальної епохи, завдяки віллам з розкішними дворами, різьбленими дерев'яними балконами і кованими віконними ґратами, Трухільйо має велике значення для туризму країни. Близький Тихий океан забезпечує приємний і м'який клімат.
Близькість до стародавнього міста Чан-Чан, де сьогодні ведуться археологічні розкопки, а також до популярного курорту Уанчако, в який приїжджають серфери зі всього світу, робить Трухільйо початковою базою і перевалочним пунктом для багатьох туристів. Популярні екскурсії до стародавніх пірамід Сонця і Місяця, розташованих недалеко від міста.

## Відомі люди
Тут народився художник Альберто Лінч.

## Галерея

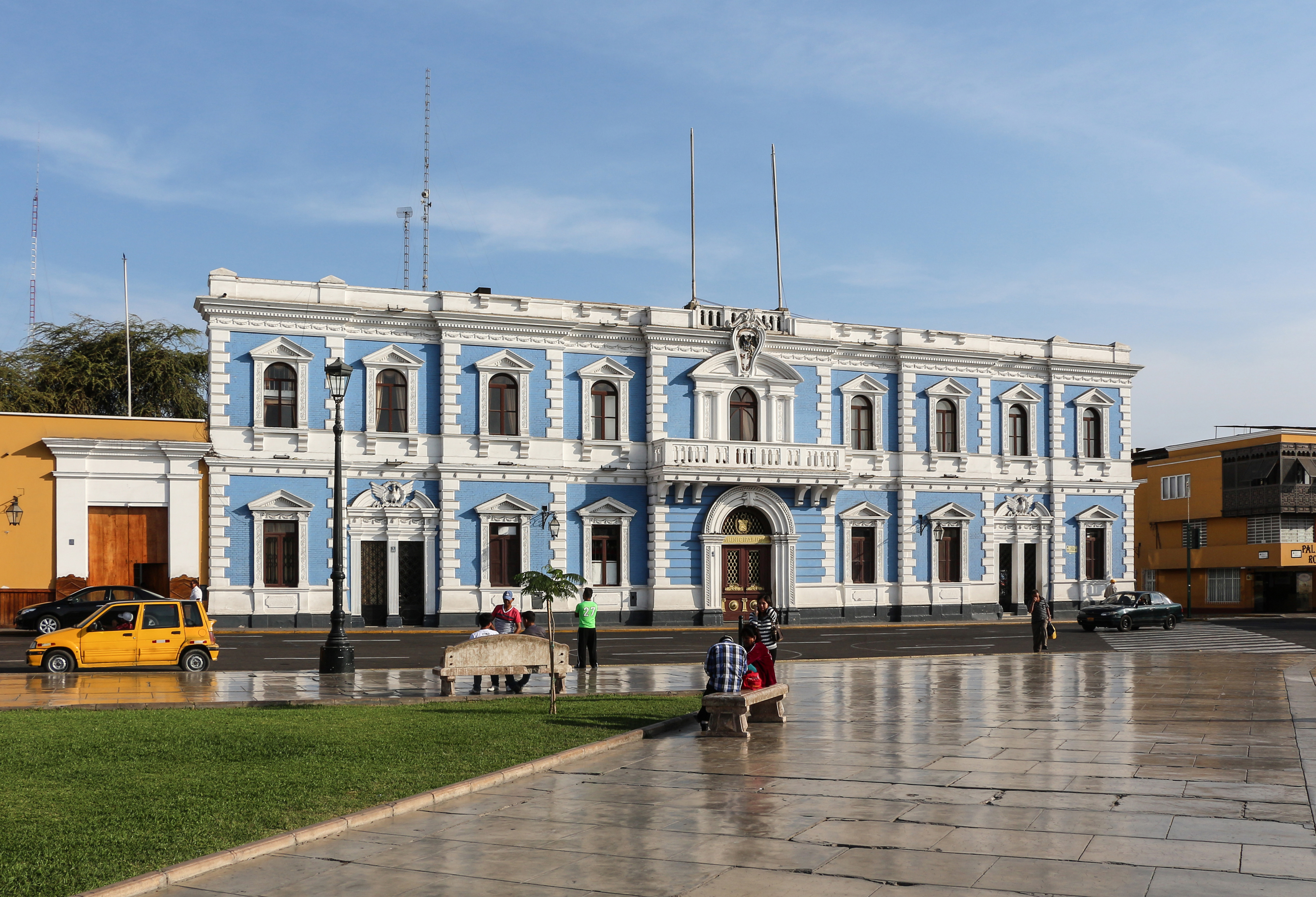
Мерія міста
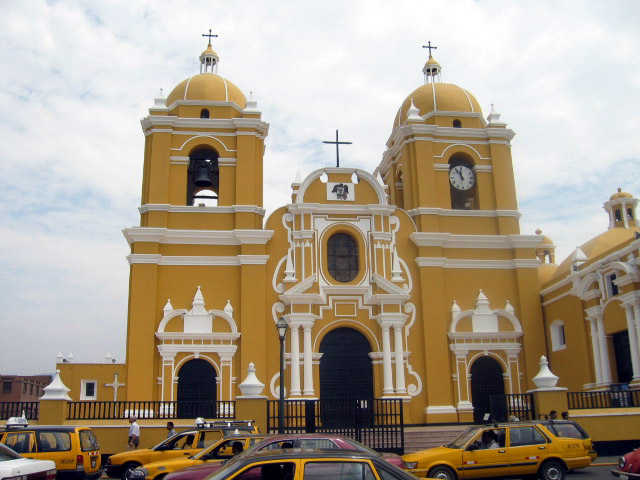
Собор в Трухільйо
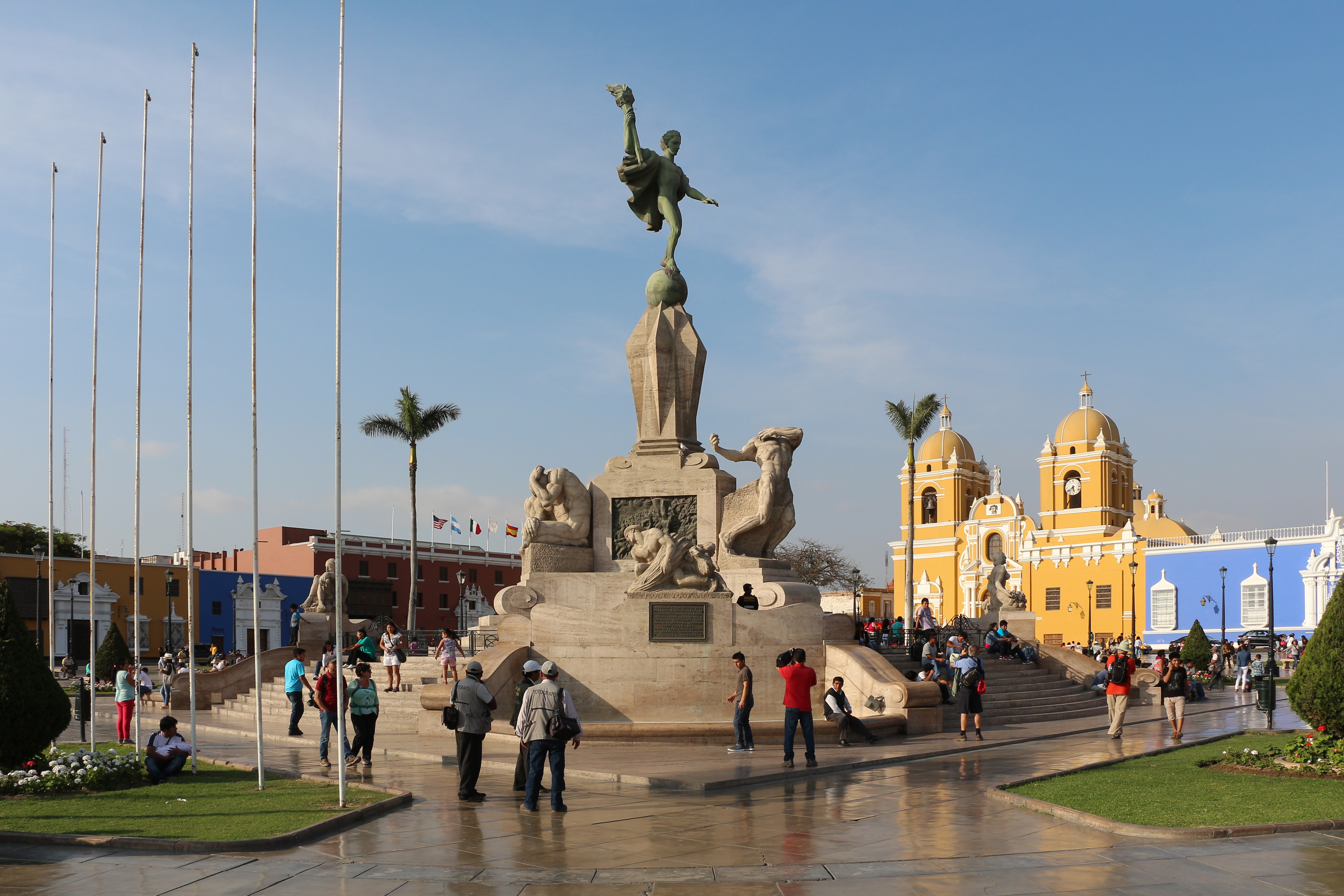
Пам'ятник Свободи на Площі зброї